# Dschabaliya (Flüchtlingslager)

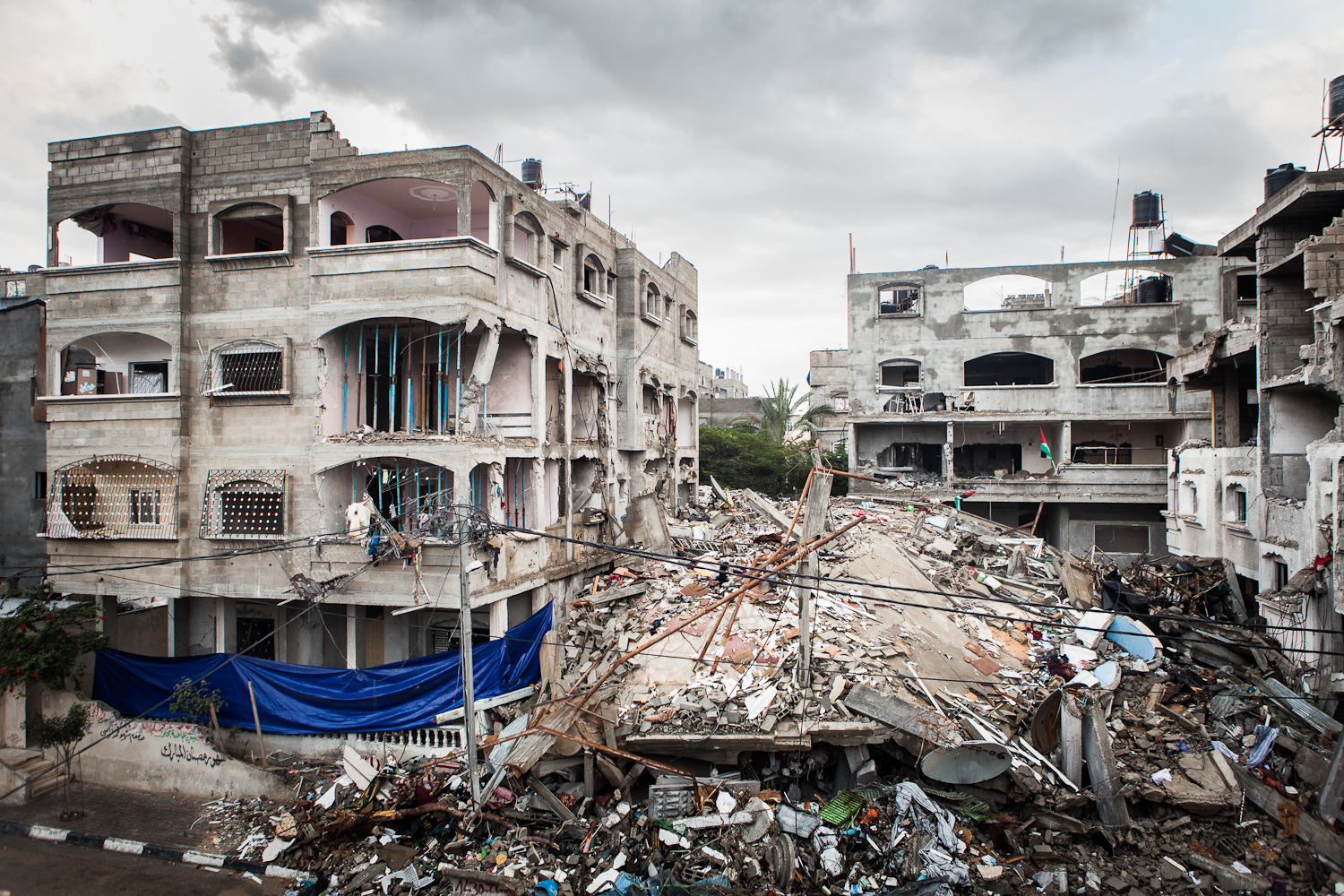
Zerstörtes Haus im Flüchtlingslager Dschabaliya, 2012

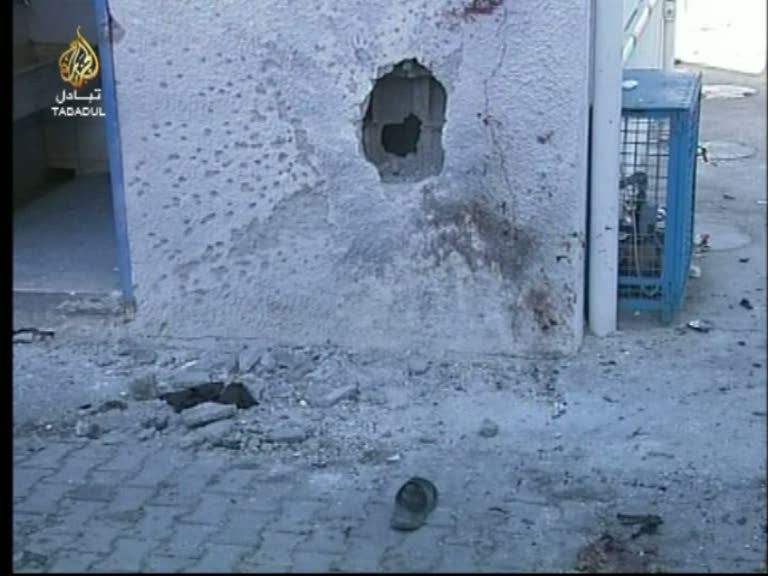
Schäden an der al-Fachura Schule nach einem israelischen Angriff in Dschabaliya, 2009

Das Flüchtlingslager Dschabaliya, kurz auch Dschabalija oder Dschabalia (arabisch مخيم جباليا Muhayyam Dschabaliya, DMG Muḫayyam Ǧabāliyā), ist ein ehemaliges palästinensisches Flüchtlingslager im Gouvernement Nordgaza, das inzwischen zu einer Stadt ausgebaut wurde. Es liegt drei Kilometer nördlich der gleichnamigen Stadt Dschabaliya und etwa vier Kilometer nördlich von Gaza-Stadt. Die Stadt gilt als das größte palästinensische Flüchtlingslager im Staat Palästina und hat laut UNRWA 116.011 Einwohner.
Das 1,4 km² große Lager für palästinensische Flüchtlinge wurde 1948 nach dem Palästinakrieg durch das Hilfswerk der Vereinten Nationen für Palästina-Flüchtlinge im Nahen Osten (UNRWA) errichtet.

## Infrastruktur
Mit insgesamt 32 UNRWA-Einrichtungen ist es eine wichtige Anlaufstelle für palästinensische Flüchtlinge. Die Stadt beherbergt 16 Schulgebäude, in denen 26 Schulen untergebracht sind. Zusätzlich zu den Bildungseinrichtungen umfasst die Stadt ein Lebensmittelverteilungszentrum, zwei Gesundheitszentren und ein weiteres in der umliegenden Region namens Saftawi. Des Weiteren sind zwei Büros für Gebietsentlastung und soziale Dienste, eine öffentliche Bibliothek sowie sieben Wasserbrunnen Teil der Infrastruktur der Stadt.

## Geschichte
Nach dem Palästinakrieg (1948) errichtete das Hilfswerk der Vereinten Nationen für Palästina-Flüchtlinge im Nahen Osten (UNRWA) für etwa 35.000 Menschen das 1,4 km² große Lager für palästinensische Flüchtlinge. Die meisten davon waren während der Nakba aus Dörfern im Süden Palästinas geflohen.
Noch vor Kriegsende verabschiedeten die Vereinten Nationen die Resolution 194 der UN-Generalversammlung vom 11. Dezember 1948 den Regierungen der Kriegsparteien, den friedenswilligen Flüchtlingen die Rückkehr in ihre Herkunftsorte so bald wie möglich zu gestatten, die übrigen zu entschädigen, ihre Umsiedlung und Integration zu fördern. Die Umsetzung der Resolution wurde nie vorgenommen.
Im Dezember 1987 nahm die Erste Intifada hier ihren Ausgang, nachdem ein israelischer Fahrer mit einem Zivilauto kollidierte und dabei vier palästinensische Arbeiter tötete.
Die Stadt ist regelmäßig Schauplatz kriegerischer Auseinandersetzungen im israelisch-palästinensischer Konflikt und ein wichtiger Stützpunkt insbesondere der Hamas.
Am 17. November 2022 kamen bei einem vermutlich durch ein Gasleck ausgelösten Brand 21 Bewohner ums Leben.

### Kriegsverbrechen während des Gazakriegs 2014
In den vergangenen Gazakriegen gab es immer wieder Kritik an israelischen Luftschlägen. Nach dem Gazakrieg 2014 bei dem innerhalb von sieben Wochen 2100 Palästinenser starben, wurde Israel von der UNO heftig kritisiert. Genauso wie die Hamas hätte die israelische Armee gegen die Rechte von Zivilisten verstoßen und möglicherweise Kriegsverbrechen begangen. Das UNO-Hochkommissariat für Menschenrechte setzte nach dem israelischen Luftangriff folgenden Tweet ab: „Angesichts der hohen Zahl von Opfern und des Ausmaßes der Zerstörung nach den israelischen Luftangriffen auf das Flüchtlingslager Dschabaliya haben wir die ernsthafte Sorge, dass es sich um unverhältnismäßige Angriffe handelt, die Kriegsverbrechen darstellen könnten.“ Bei einem israelischen Luftangriff soll im Juli 2014 eine Schule im Flüchtlingslager Dschabaliya zerstört worden sein; mindestens 15 Menschen seien dabei ums Leben gekommen.

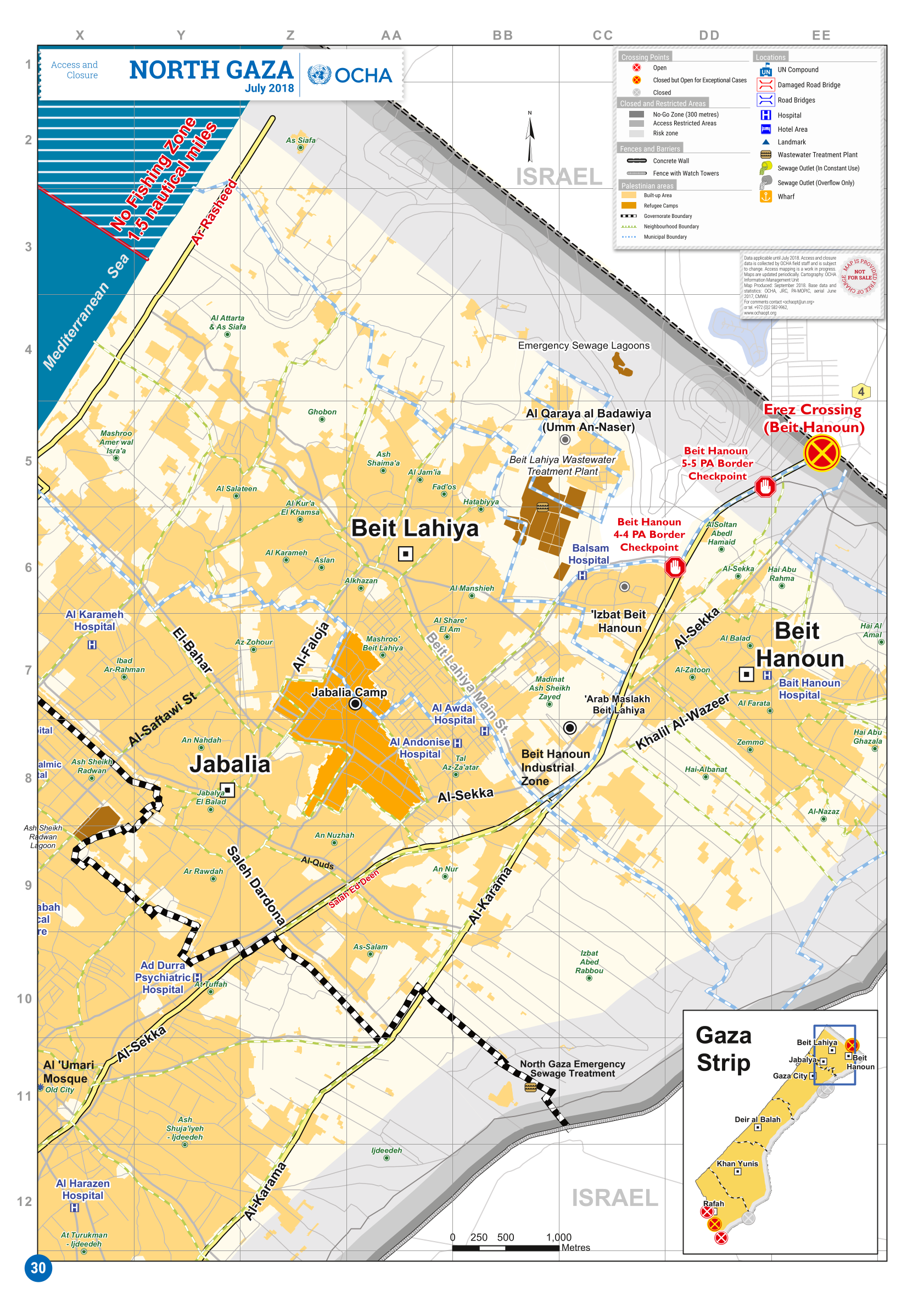
Jabalia und Gouvernement Nordgaza, die Stadt befindet sich im Norden des Gazastreifens

### Gazakrieg 2023/2024
Nach israelischen Luftangriffen während des Israel-Gaza Krieges 2023/2024 auf andere Gebiete im Gazastreifen flohen Binnenvertriebene in das Lager Dschabaliya.
Nach dem Überfall der Hamas auf Israel am 7. Oktober 2023 hatte das Israelische Militär am 13. Oktober 2023 die Bewohner im Norden Gazas und auch von Dschabaliya zur Flucht in den Süden des Gazastreifens aufgefordert. Viele Menschen blieben Presseberichten zufolge jedoch.

#### Luftangriffe am 9. Oktober auf den Markt

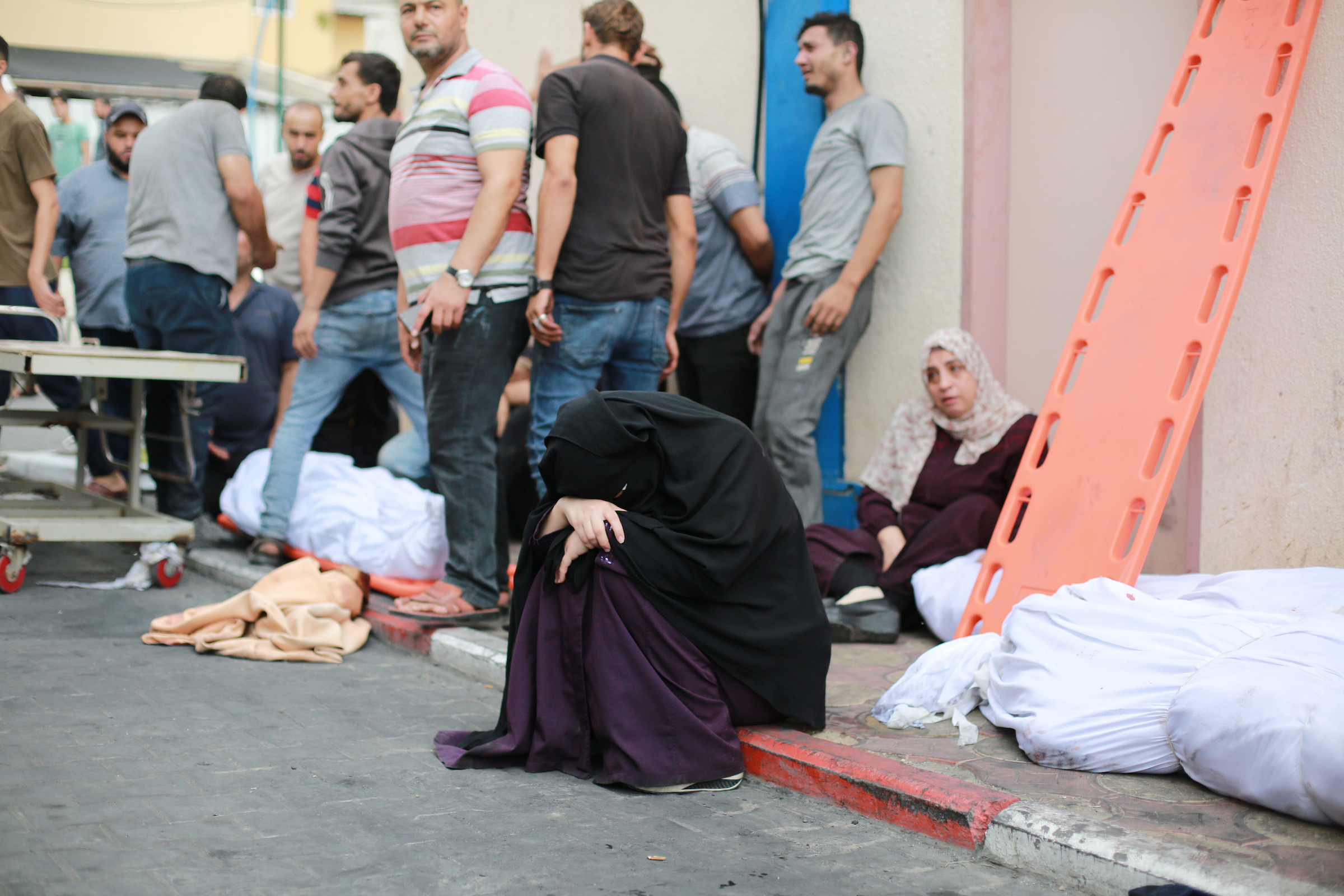
Palästinenser transportieren Tote und Verletzte aus Dschabaliya, 9. Oktober 2023

Am 9. Oktober 2023 sollen Luftangriffe der Israelische Streitkräfte den Markt des Flüchtlingslagers getroffen haben, mehrere dutzend Menschen seien getötet worden. Zum Zeitpunkt des Angriffs war der Markt vollständig gefüllt, Kunden und Verkäufer füllten ihre Warenvorräte. Der Luftangriff traf das Al-Trans-Gebiet des Jabalia-Marktes, eines der bevölkerungsreichsten Gebiete von Dschabaliya. Überlebende des Angriffs erklärten im Gespräch mit France 24, dass der Luftangriff „das Herz des Marktes getroffen“ habe und es unmittelbar danach viele Tote gegeben habe. Viele der Leichen konnten in den Tagen nach dem Luftangriff aufgrund mangelnder Ausrüstung nicht geborgen werden.

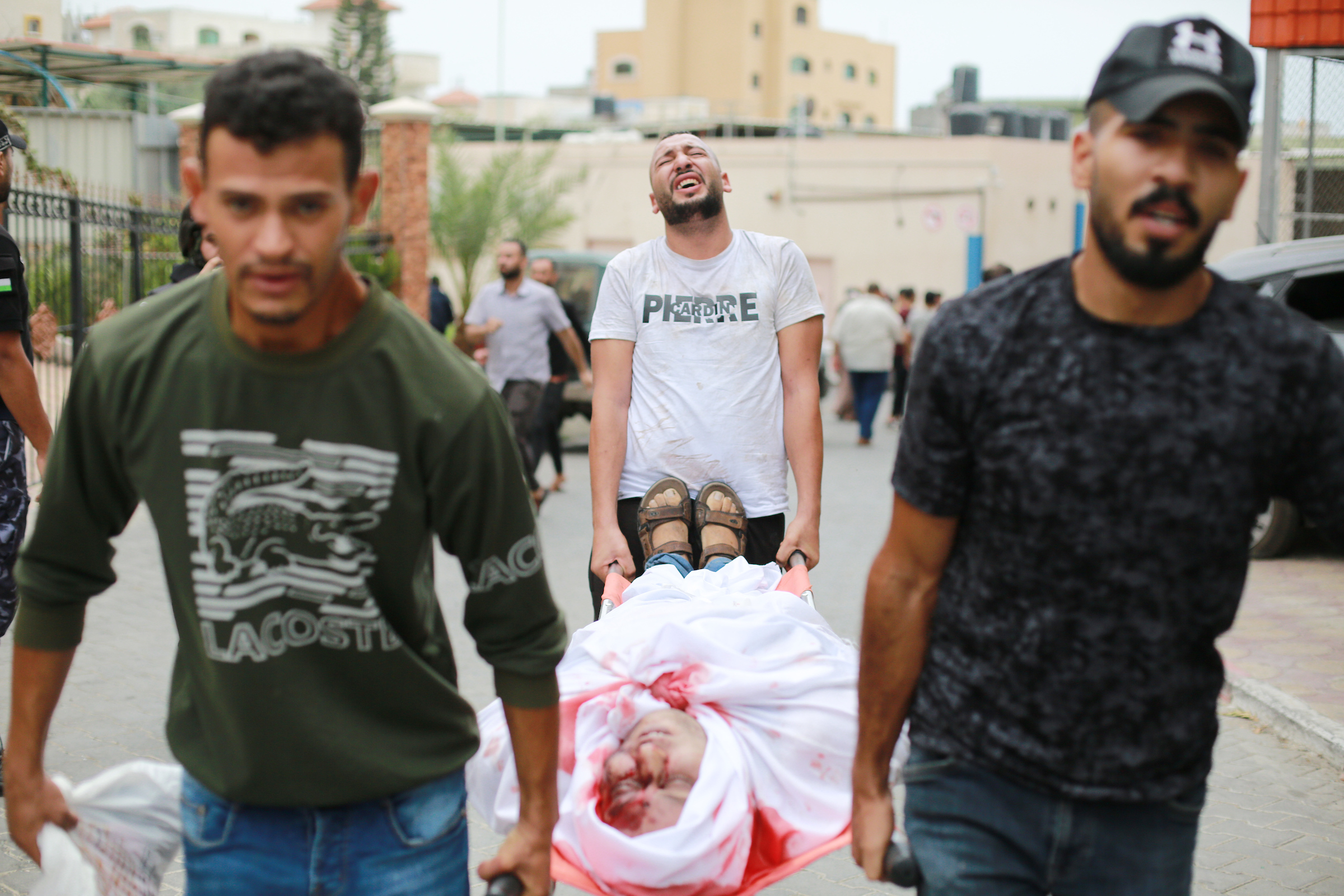
Bergung von Toten und Verletzten aus Dschabaliya, 9. Oktober 2023

Ein Rettungshelfer gab im Gespräch mit der New York Times an, dass die Zahl der Todesopfer bei über 60 Menschen lag und der gesamte Markt sowie die umliegenden Gebäude zerstört wurden.

#### Weitere israelische Luftangriffe am 31. Oktober
Am 31. Oktober 2023 wurde das Lager erneut von israelischen Kampfflugzeugen bombardiert. Der Angriff auf das große Flüchtlingslager im Norden des Gazastreifens soll Angaben der Israelischen Verteidigungsstreitkräfte (IDF) auf ihrem Telegram-Kanal zufolge dem ranghohen Hamas-Kommandeur gegolten haben.

Bei dem israelischen Luftangriff wurden nach Angaben der palästinensischen Gesundheitsbehörde der Hamas-Regierung von Gaza mindestens 50 Menschen getötet. Der Direktor des Indonesien-Krankenhauses berichtete von mehr als 50 Toten. Ein von CNN befragter Augenzeuge sprach von „apokalyptischen Szenen“:
„Kinder trugen andere verletzte Kinder und rannten, während grauer Staub die Luft erfüllte. Körper hingen an den Trümmern, viele von ihnen unerkannt. Einige bluteten und andere waren verbrannt. ... Ich sah Frauen schreien und verwirrt. Sie taten es nicht. „Ich weiß nicht, ob ich weinen soll, weil ich meine Kinder verloren habe, oder ob ich rennen und nach ihnen suchen soll, zumal viele Kinder in der Nachbarschaft spielten.“
Als mögliche Ursache wurden Bomben genannt, die tief im Erdreich explodieren und die von der israelischen Luftwaffe eingesetzt werden, um unterirdische Ziele zu zerstören. Die IDF bekannten sich zu dem Luftangriff, der auf Grundlage von Geheimdienstinformationen erfolgt sei, und behauptete, dass das Tunnelsystem der Hamas unter den von dem Bombenangriff betroffenen Gebäuden in Folge des Angriffs zusammengebrochen sei. Nebal Farsakh, ein Sprecher des Palästinensischen Roten Halbmonds, beschrieb die Szene als „absolut schrecklich“.

#### Luftangriffe auf die UNRWA Al-Fakhoura-Schule am 4. November und 18. November
Am 4. November 2023 bestätigte eine UNRWA-Sprecherin Berichte, dass Israel einen weiteren Luftangriff gegen eine von den Vereinten Nationen geführte Schule im Flüchtlingslager Jabalia durchgeführt habe. Nach Angaben des Gesundheitsministeriums von Gaza wurden bei dem Angriff auf die al-Fachura-Schule 15 Menschen getötet und Dutzende weitere verletzt.
Laut UNRWA ereignete sich der Luftangriff auf dem Schulhof, wo vertriebene Familien ihre Zelte aufgebaut hatten. Als Reaktion auf den Angriff bemerkten Analysten, dass Israel „versuche, alle Überlebensquellen für die Zivilbevölkerung zu eliminieren, um die Evakuierung in den südlichen Teil von Gaza zu erzwingen.“
Ein zweiter Luftangriff auf die Schule erfolgte in den frühen Morgenstunden des 18. November, dabei starben 80 Menschen. Journalisten vor Ort berichteten von Leichen überall, was darauf hindeutet, dass der Angriff eine israelische Botschaft an die Zivilbevölkerung gewesen sein könnte, in den südlichen Gazastreifen zu fliehen. Ein Videoclip, der nach einem sogenannten „Massaker“ auftauchte, zeigt einen Mann, der durch mehrere Räume geht, in denen Dutzende Leichen zu sehen sind.

#### Weitere Entwicklungen
Angaben der IDF zufolge wurden am 25. Dezember 2023 die sterblichen Überreste von drei Soldaten und zwei Zivilisten, die bei den Geiselnahmen der Hamas während des Terrorangriffs auf Israel 2023 aus Israel verschleppt wurden, in einem weitreichenden Tunnelsystem im Gazastreifen im Flüchtlingsviertel von Dschabaliya gefunden. Das in zwei Ebenen angelegte Tunnelsystem diente den Angaben der IDF zufolge der Hamas als Kommandozentrale.
Mit Stand vom 29. Dezember 2023 hat die IDF laut eigenen Angaben, die Kontrolle über die zuvor heftig umkämpfte Stadt erlangt. Am 7. Januar 2024 meldete die IDF die Zerschlagung der Hamas-Strukturen im nördlichen Gazastreifen.